# Arbutus × andrachnoides
Arbutus × andrachnoides é um híbrido de ocorrência natural que resulta do cruzamento entre as espécies Arbutus andrachne (medronheiro-do-levante) e Arbutus unedo (medronheiro). Para além dos híbridos naturais foram desenvolvidos cultivares, um dos quais recebeu o prémio Award of Garden Merit da Royal Horticultural Society.

## Descrição
Espécimes juvenis de A. × andrachnoides apresentam a casca escura de A. unedo, mas as árvores mais velhas exfoliam revelando o ritidoma alaranjado.
A primeira espécie parental, A. andrachne, também hibridiza com A. canariensis para produzir um outro híbrido, Arbutus × thuretiana Demoly, nothosp. nov..
A distinção entre indivíduos Arbutus × andrachnoides e das espécies progenitoras é muito difícil recorrendo apenas aos métodos botânicos tradicionais, uma vez que apresentam um espectro completo de características parentais. Para segura identificação deste híbrido é necessário recorrer a perfilagem de DNA e métodos estatísticos centrados na caracterização morfológica do indivíduo.

## Galeria

Morfologia de Arbutus x andrachnoides
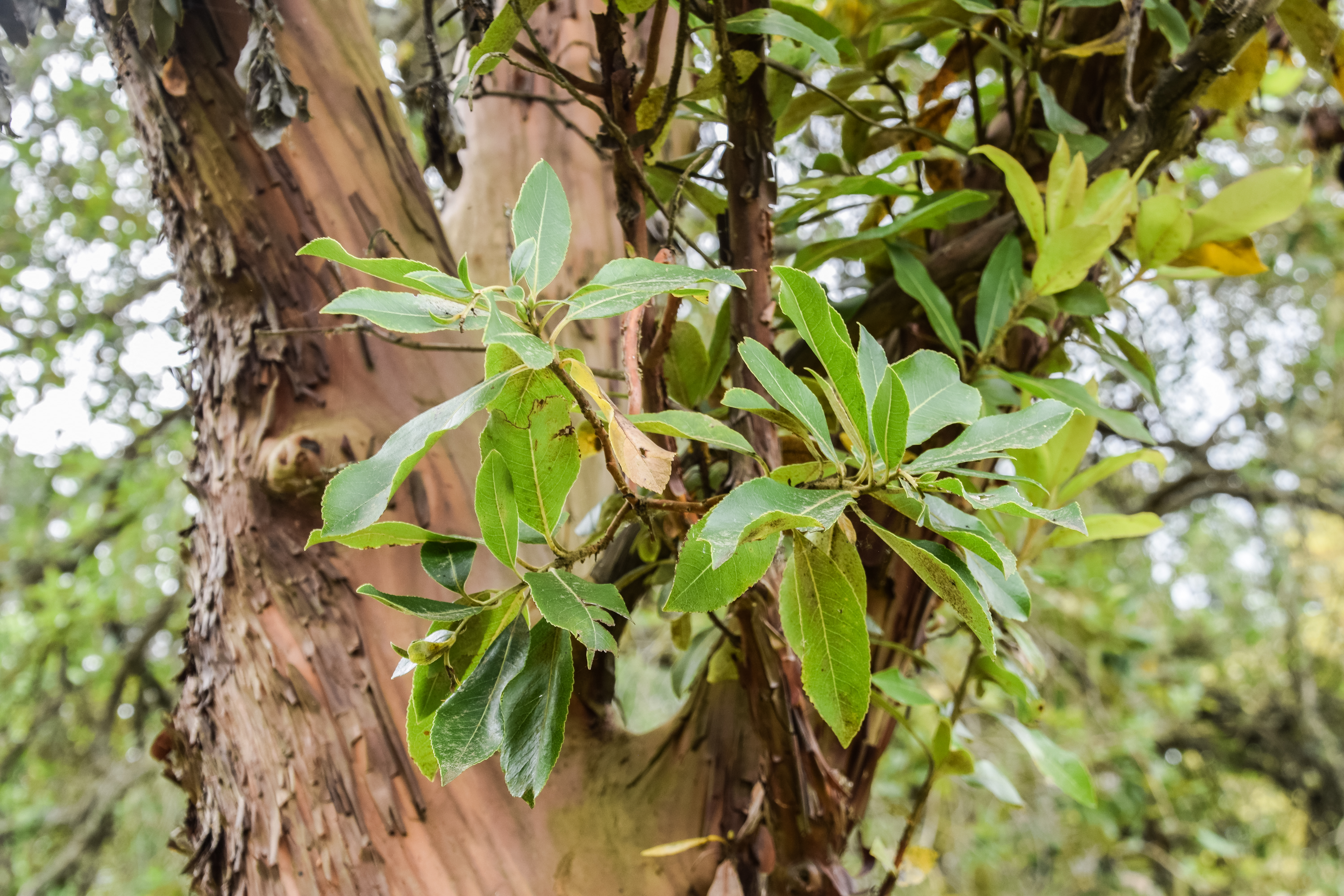
Folhagem.
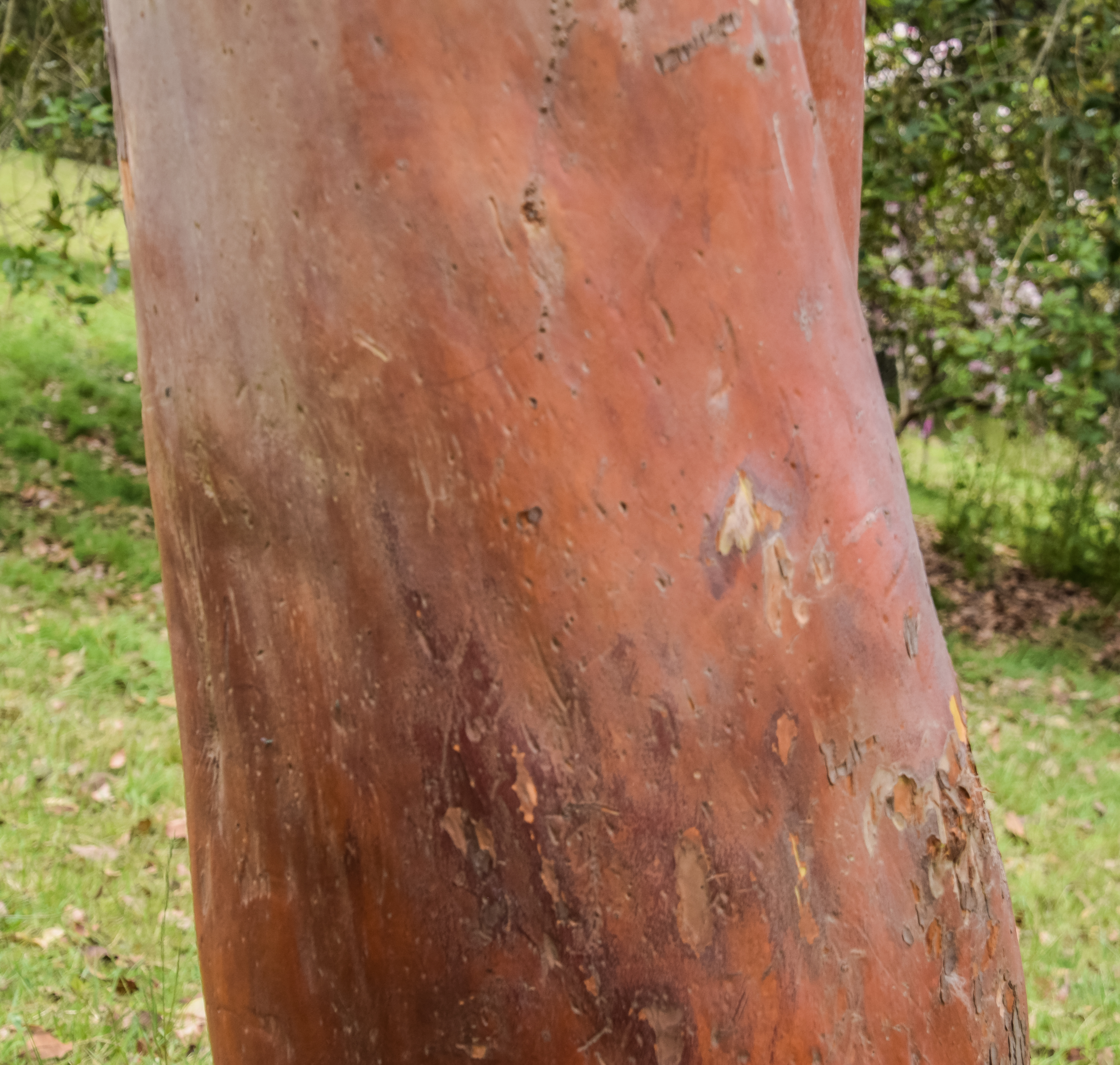
Ritidoma (casca).